# 2064
Năm 2064. Trong lịch Gregory, nó sẽ là năm thứ 2064 của Công nguyên hay của Anno Domini; năm thứ 64 của thiên niên kỷ thứ 3 và của thế kỷ 21; và năm thứ năm của thập niên 2060.